# Cologne Boxing World Cup 2019
Der Cologne Boxing World Cup 2019 (deutsch: Kölner Boxweltcup 2019) war ein internationales Turnier im olympischen Boxen (ehemals Amateurboxen), das erstmals vom 9. bis zum 13. April in der deutschen Stadt Köln, Nordrhein-Westfalen, ausgetragen wurde.
Erfolgreichste Nation wurde Russland mit fünf Gold-, drei Silber- und fünf Bronzemedaillen.

## Gründung
Nach der Absage des traditionellen Chemiepokal-Turniers im Jahr 2019 organisierte der DBV in rund sieben Wochen in Köln ein neues Turnier, welches unter dem Namen Cologne Boxing World Cup (CBWC) unter der Schirmherrschaft von Staatssekretärin Andrea Milz (NRW) in der Sporthalle Süd von Köln stattfand. Die Finanzierung wurde durch das Land Nordrhein-Westfalen und die Stadt Köln sichergestellt, ausrichtender Verein war der SC Colonia 06. Als Hauptsponsor wurde die documentus Köln GmbH gewonnen.
Die Fortsetzung ist für das Jahr 2020 in Köln geplant, die Planungen hierfür haben bereits begonnen. Insbesondere ist der Umzug in eine größere Halle geplant. Die Sporthalle Süd, die in diesem Jahr die Austragungsstätte war, wird in absehbarer Zeit abgerissen.

## Ablauf
An dem Turnier nahmen 114 Boxer und 46 Boxerinnen aus 21 Nationen teil, die sich 286 Kämpfe lieferten. Geboxt wurde unter den Regeln des Weltverbandes AIBA in allen zehn Gewichtsklassen bei den Männern und sieben Gewichtsklassen bei den Frauen. Bei den Männern gab es Kämpfe im Achtelfinale, Viertelfinale, Halbfinale und Finale, wobei die beiden Verlierer der Halbfinalkämpfe einer Gewichtsklasse jeweils eine Bronzemedaille erhielten.
Zum besten Kämpfer wurde Abdulrahman Abu-Lubdeh (Deutschland) und zur besten Technikerin Mira Potkonen (Finnland) gekürt.
Aufgrund der begrenzten Teilnehmerzahl bei den Frauen, gab es dort kein Achtelfinale und im Bantamgewicht auch kein Viertelfinale. Die medizinischen Untersuchungen und das Wiegen der Teilnehmenden fanden im Marriott Hotel statt.
Die Veranstaltung war zudem als Pilotprojekt für ein neues AIBA-Videosystem ausgewählt worden, welches künftig bei Protesten nach Kampfurteilen herangezogen werden soll. Die Halle war bei den Halbfinals und Finals mit je 600 Besuchern komplett ausverkauft. Darüber hinaus konnten rund 11.500 Zuschauer die Kämpfe online per Livestreaming verfolgen. Einer der Besucher war der AIBA-Generalsekretär Tom Virgets.

## Medaillengewinner der Männer
| Klasse                               | Gold                               | Silber                         | Bronze                                                    |
| ------------------------------------ | ---------------------------------- | ------------------------------ | --------------------------------------------------------- |
| Halbfliegengewicht (46 kg bis 49 kg) | Wuttichai Yurachai Thailand        | Arthur Hovhannisyan Armenien   | Salah Ibrahim Deutschland Alibel Bueno Poll Kuba          |
| Fliegengewicht (49 kg bis 52 kg)     | Billal Bennama Frankreich          | Hamza Touba Deutschland        | Wadim Kudrijakow Russland Wassili Jegorow Russland        |
| Bantamgewicht (52 kg bis 57 kg)      | Albert Batirgassijew Russland      | Sharafa Raman Deutschland      | Rafael Simon Joibert Kuba Ruslan Beloussow Russland       |
| Leichtgewicht (57 kg bis 60 kg)      | Gabil Mamedow Russland             | Hamsat Shadalov Deutschland    | Assan Hansen Deutschland Artur Subhankulow Russland       |
| Halbweltergewicht (60 kg bis 63 kg)  | Sofiane Oumiha Frankreich          | Wuttichai Masuk Thailand       | Jorge Moiran Vinet Kuba Enrico Lacruz Niederlande         |
| Weltergewicht (63 kg bis 69 kg)      | Andrei Samkowoi Russland           | Chariton Agrba Russland        | Arisnoide Despaigne Kuba Magomed Schachidow Deutschland   |
| Mittelgewicht (69 kg bis 75 kg)      | Osleys Iglesias Estrada Kuba       | Artur Ohanian-Beck Deutschland | Gleb Bakschi Russland Jordan Reynolds England             |
| Halbschwergewicht (75 kg bis 81 kg)  | Abdulrahman Abu-Lubdeh Deutschland | Georgi Chositaschwili Russland | Joe Ward Irland Raciel Poll Martinez Kuba                 |
| Schwergewicht (81 kg bis 91 kg)      | Muslim Gadschimagomedow Russland   | Tony Browne Irland             | Amar Abduljabbar Deutschland Brandon Rees Australien      |
| Superschwergewicht (über 91 kg)      | Sergei Jegorow Russland            | Iwan Werijassow Russland       | Djamili-Dini Aboudou Frankreich Yoandi Ortega Toirac Kuba |

## Medaillengewinner der Frauen
| Klasse                        | Gold                        | Silber                      | Bronze                                                      |
| ----------------------------- | --------------------------- | --------------------------- | ----------------------------------------------------------- |
| Fliegengewicht (bis 51 kg)    | Anusch Grigorjan Armenien   | Carly McNaul Irland         | Amalie Manich Dänemark Pinki Rani Jangra Indien             |
| Bantamgewicht (bis 54 kg)     | Maisnam Meena Kumari Indien | Bunyanut Machai Thailand    | Erdenedalai Michidmaa Mongolei --- Russland                 |
| Federgewicht (bis 57 kg)      | Michaela Walsh Irland       | Sakshi Choudhary Indien     | Lenuta Lacramioara Rumänien Preedakamon Tintabthai Thailand |
| Leichtgewicht (bis 60 kg)     | Mira Potkonen Finnland      | Paige Murney England        | Xu Zichun China Parveen Sakshi Choudhary Indien             |
| Halbweltergewicht (bis 64 kg) | Chengyu Yang China          | Basumatary Piwlao Indien    | Maya Kleinhans Deutschland Ditte Frostholm Dänemark         |
| Weltergewicht (bis 69 kg)     | Yang Liu China              | Nadine Apetz Deutschland    | Yvonne Rasmussen Dänemark Rosie Eccles Wales                |
| Mittelgewicht (bis 75 kg)     | Lauren Price Wales          | Sarah Scheurich Deutschland | Irina Schönberger Deutschland Zhang Jie China               |

## Medaillenspiegel
| Platz | Nation              | Gold | Silber | Bronze | Gesamt |
| ----- | ------------------- | ---- | ------ | ------ | ------ |
| 1     | Russland            | 5    | 3      | 5      | 13     |
| 2     | Volksrepublik China | 2    | 0      | 2      | 4      |
| 3     | Frankreich          | 2    | 0      | 1      | 3      |
| 4     | Deutschland         | 1    | 6      | 6      | 13     |
| 5     | Indien              | 1    | 2      | 2      | 5      |
| 6     | Irland              | 1    | 2      | 1      | 4      |
| 6     | Thailand            | 1    | 2      | 1      | 4      |
| 8     | Armenien            | 1    | 1      | 0      | 2      |
| 9     | Kuba                | 1    | 0      | 6      | 7      |
| 10    | Wales               | 1    | 0      | 1      | 2      |
| 11    | Finnland            | 1    | 0      | 0      | 1      |
| 12    | England             | 0    | 1      | 1      | 2      |
| 13    | Dänemark            | 0    | 0      | 3      | 3      |
| 14    | Australien          | 0    | 0      | 1      | 1      |
| 14    | Mongolei            | 0    | 0      | 1      | 1      |
| 14    | Niederlande         | 0    | 0      | 1      | 1      |
| 14    | Rumänien            | 0    | 0      | 1      | 1      |
|       | Gesamt              | 17   | 17     | 33     | 67     |